# Chlamydopsis strigicollis
Chlamydopsis strigicollis är en skalbaggsart som beskrevs av Oke 1923. Chlamydopsis strigicollis ingår i släktet Chlamydopsis och familjen stumpbaggar. Inga underarter finns listade i Catalogue of Life.